# Nathan Leone
Nathan Leone, de son vrai nom Nathan Daniel Leone, est le chanteur principal du groupe de rock Madina Lake.
Il est né le 6 mai 1983. Nathan est né trois minutes après son jumeau Matthew Leone, qui joue la basse dans le groupe Madina Lake.

## Son enfance
Nathan a grandi en banlieue de Chicago, l'Illinois. Il a un frère jumeau et trois sœurs plus âgées que lui.
Nathan est tombé d'une charrette d'épicerie quand il avait cinq ans, déchirant un muscle de son œil, devant porter un cache et des verres pour beaucoup de son enfance. Il perd parfois le contrôle du muscle dans son œil.
Quand Nathan avait 12 ans, sa mère a été tuée dans un accident de la route. La chanson Morning Sadness a été faite sous l'influence de sa mort.
Récemment, la chanson « Friends & Lovers » de l'album les Attics To Eden incluent le lyrique où il parle de son enfance et de sa mère. Beaucoup comme Morning Sadness.
Nathan a posé une bourse sportive pour entrer à l'université à Indianapolis, à l'Université de l'Indiana. Il a poursuivi le football professionnel aux États-Unis et pendant neuf mois à Florence, l'Italie. Nathan a eu l'habitude d'interner au siège social de Chicago de Scratchie.

## Carrière
Nathan et son frère ont formé leur premier groupe, The Blank Theory, en 1998. Dans les premiers jours de The Blank Theory, ils ont aussi formé une étiquette indépendante appelée Alarm Records qui ont aussi inclus The Frogs, The Pinehurst Kids, and Monkey Paw.
Nathan et Matthieu ont apparu sur une édition spéciale de Twin Fear Factor (en), qu'ils ont gagné. Les 50,000 $ étaient le démarrage en hausse de l'argent pour Madina Lake. Premier EP auto-produit du groupe, The Disappearance of Adalia, est sorti au début de 2006 autour d'octobre. Plus tard cette année, ils ont été signés chez Roadrunner Records et créés leur premier album complet intitulé From Them, Through Us, To You en mars 2007.
Il dit que le groupe rock alternatif Smashing Pumpkins est son groupe préféré et sa plus grande influence. 
Il a écrit la chanson « In Another Life » après un rêve qu'il avait dans lequel sa petite amie s'est suicidée.